# Atletismo nos Jogos Pan-Americanos de 1963 - Arremesso de peso feminino
A prova do arremesso de peso feminino nos Jogos Pan-Americanos de 1963 foi realizada em São Paulo, Brasil.

## Medalhistas
| Ouro                      | Prata                          | Bronze                             |
| Nancy McCredie CAN Canadá | Cindy Wyatt USA Estados Unidos | Sharon Sheppard USA Estados Unidos |

## Resultados
| Posição           | Nome             | Nacionalidade      | Marca | Notas |
| ----------------- | ---------------- | ------------------ | ----- | ----- |
| Medalha de ouro   | Nancy McCredie   | CAN Canadá         | 15.32 |       |
| Medalha de prata  | Cindy Wyatt      | USA Estados Unidos | 14.27 |       |
| Medalha de bronze | Sharon Sheppard  | USA Estados Unidos | 14.10 |       |
| 4                 | Vera Trezoitko   | BRA Brasil         | 12.87 |       |
| 5                 | Ingeborg Pfüller | ARG Argentina      | 12.26 |       |
| 6                 | Maria Caldeira   | BRA Brasil         | 11.31 |       |